# Ефрос Анатолій Васильович
Анатолій Васильович Ефрос (справжнє ім'я: Натан Ісайович Ефрос; 3 липня 1925, Харків, УРСР, СРСР — 13 січня 1987, Москва, РРФСР, СРСР) — радянський режисер театру і кіно, педагог. Заслужений діяч мистецтв РРФСР (1976).

## Біографія
Народився в родині службовця авіаційного заводу. У роки німецько-радянської війни до 1945 року перебував в евакуації в Пермі, де працював слюсарем на Харківському авіаційному заводі, який був евакуйований тодішнє місто Молотов.
З дитинства захоплювався театром, тому в 1943 році вступив до акторської студії Завадського Ю. О. при Театрі імені Моссовєта, який в той час знаходився в евакуації. В 1944 році — вступив на режисерський факультет Російського інституту театрального мистецтва, який закінчив в 1950 році (майстерня Петрова М. В. та Кнебель М. Й.).
Дебютував як режисер в 1951 році своєю виставою «Прага залишається моєю» у Центральному будинку культури залізничників. На професійній сцені дебютував у тому ж році у виставі «Приїжджайте в Дзвінкове» за п'єсою Корнійчука О. Є. в Московському обласному драматичному театрі ім. Острівського.

### Центральний дитячий театр
В 1951—1953 роках Ефрос набирався досвіду в Рязанському драматичному театрі. У 1954 році став художнім керівником Центрального дитячого театру в Москві.
В Центральному дитячому театрі свою кар'єру починали Олег Єфремов та запрошені Ефросом актори Олег Табаков і Лев Дуров.

### «Ленком» і Театр на Малій Бронній
У 1963—1967 рр. — Ефрос став головним режисером театру «Ленком», який в ті часи переживав не кращі дні. За короткий час йому вдалось відродити цей театр. В репертуарі він надав перевагу сучасній драматургії.
В 1967—1984 рр. — став режисером в театрі на Малій Бронній. Коли засновник театру на Таганці і режисер Юрій Любимов потрапив у немилість і був позбавлений радянського громадянства в 1984 році, Ефроса призначили головним режисером цього театру. Призначення призвело до конфліктів у трупі.

## Роботи

### Театральні роботи
Ранні постановки
- 1951 — «Прага залишається моєю» Буряковского Ю. А.
- 1951 — «Приїжджайте в Дзвінкове» Корнійчука О. Є.

Рязанський драматичний театр
- 1952 — «Любов Ярова» Треньова К. А.
- 1952 — «Любов на світанку» Галана Я. О.
- 1952 — «Собака на сіні» Лопе де Вега
- 1952 — «Гаряче серце» Островського О. М.
- 1953 — «Дівчата-красуні» Симукова О. Д.
- 1953 — «Камені в печінці» Макайонок А. Є.
- 1953 — «Коли ламаються списи» Погодіна М. Ф.
- 1953 — «Мачуха» за Оноре де Бальзаком

Центральний дитячий театр
- 1954 — «Чужа роль» Михалкова С. В.
- 1954 — «В добрий час!» Розова В. С.
- 1955 — «Ми втрьох поїхали на цілину» Погодіна М. Ф. (разом з Кнебель М. Й.).
- 1956 — «Казка про казки» Зака А. Г. та Кузнецова І. К.
- 1957 — «Борис Годунов» Пушкіна О. С.
- 1957 — «В пошуках радості» Розова В. С.
- 1959 — «Вільні майстри» Дановської З.
- 1959 — «Друг мій, Колька!» Хмелика О. Г.
- 1960 — «Колишні хлопчики» Івантер Н. А.
- 1960 — «Нерівний бій» Розова В. С.
- 1962 — «Перед вечерею» Розова В. С.
- 1962 — «Квіточка-семиквіточка» Катаєва В. П.
- 1963 — «Одруження» Гоголя М. В.
- 1964 — «Вони і ми» Долінної Н. Г.

«Современник»
- 1958 — «Ніхто» Едуардо Де Філіппо

### Фільмографія
Режисер-постановник:
- 1960 — «Шумний день» (спільно з Натансоном Г. Г.)
- 1961 — «Високосний рік»
- 1964 — «Двоє в степу» (телефільм-спектакль)
- 1973 — «Всього кілька слів на честь пана де Мольєра» (телефільм-спектакль)
- 1974 — «Таня»
- 1976 — «Сторінки журналу Печоріна» (телефільм-спектакль)
- 1976 — «Фантазія» (телефільм-балет за мотивами повісті І. С. Тургенєва «Весняні води», за участі Майї Плісецької)
- 1977 — «У четвер і більше ніколи»
- 1978 — «Далі — тиша...» (телеверсія вистави Театру ім. Моссовета)
- 1983 — «Ромео і Джульєтта» (телефільм-спектакль) та ін.

Сценарист:
- «Таня» (1974, співавт. сценар.)
- «Сторінки журналу Печоріна» (1976, телефільм-спектакль)
- «Серпень на спливі»/ рос. «Убегающий август» (1989, співавт. сценар.)

## Нагороди
- Заслужений діяч мистецтв РРФСР (1976)
- Орден Трудового Червоного Прапора (2 липня 1985 року) — за здобутки в розвитку радянського театрального мистецтва і в зв'язку з шістдесятиріччям від дня народження[4]
- Орден Дружби народів